# Монаган Тауншип (округ Йорк, Пенсільванія)
Монаган Тауншип (англ. Monaghan Township) — селище (англ. township) в США, в окрузі Йорк штату Пенсільванія. Населення — 2675 осіб (2020).

## Демографія
Згідно з переписом 2010 року, у селищі мешкало 2630 осіб у 1007 домогосподарствах у складі 791 родини. Було 1055 помешкань
Расовий склад населення:
| - 97,8 % — білих - 0,9 % — чорних або афроамериканців - 0,4 % — азіатів |

До двох чи більше рас належало 0,7 %. Частка іспаномовних становила 0,7 % від усіх жителів.
За віковим діапазоном населення розподілялося таким чином: 22,4 % — особи молодші 18 років, 61,4 % — особи у віці 18—64 років, 16,2 % — особи у віці 65 років та старші. Медіана віку мешканця становила 45,3 року. На 100 осіб жіночої статі у селищі припадало 106,9 чоловіків;  на 100 жінок у віці від 18 років та старших — 103,2 чоловіків також старших 18 років.
Середній дохід на одне домашнє господарство  становив 93 255 доларів США (медіана — 69 107), а середній дохід на одну сім'ю — 108 056 доларів (медіана — 87 614). Медіана доходів становила 55 114 долари для чоловіків та 40 664 долари для жінок. За межею бідності перебувало 1,8 % осіб, у тому числі 4,2 % дітей у віці до 18 років та 3,3 % осіб у віці 65 років та старших.
Цивільне працевлаштоване населення становило 1422 особи. Основні галузі зайнятості: освіта, охорона здоров'я та соціальна допомога — 23,1 %, роздрібна торгівля — 12,9 %, науковці, спеціалісти, менеджери — 12,1 %.